# کونارگو
کونارگو (به انگلیسی: Conargo) یک شهرک در استرالیا است که در Conargo Shire واقع شده‌است.